# Filologia szwedzka
Filologia szwedzka – nauka humanistyczna, kierunek studiów o języku, literaturze, kulturze, historii i dziejach Szwedów i Szwecji.
Zakres nauki obejmuje między innymi teorię języka, naukę gramatyki, translatoryki i lingwistyki. Dodatkowo filologia szwedzka zapoznaje z dziełami naukowymi wybitnych Szwedów i zapoznaje z pracami naukowców szwedzkich.
Na niektórych uniwersytetach (np. Uniwersytet im. Adama Mickiewicza w Poznaniu czy SWPS Uniwersytet Humanistycznospołeczny) filologia szwedzka nauczana jest w ramach skandynawistyki.